# Стенокорус амурский
Стенокорус амурский (лат. Stenocorus amurensis)  — вид жесткокрылых семейства усачей подсемейства усачиков (Lepturinae).

## Распространение

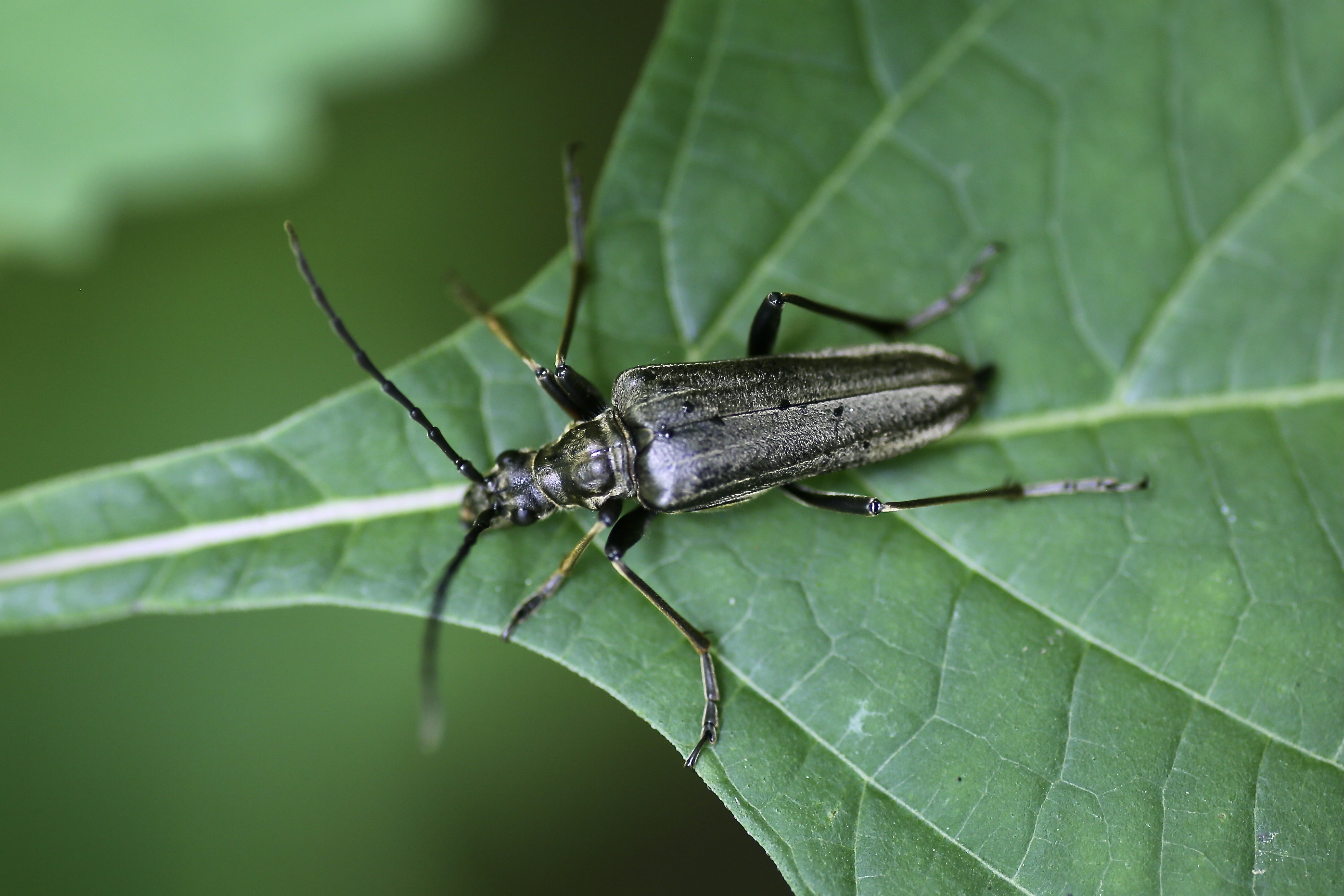
Stenocorus amurensis, самка

Распространён в Хабаровской, Амурской и Сахалинской областях и Приморском крае, а также встречается на полуострове Кореи и на северо-востоке Китая.

## Описание
Жук длиной достигает от 18 до 25 миллиметров. Вся переднеспинка чёрного цвета. Надкрылья светло-рыжего окраса, на шве и по бокам затемнены. Брюшко красновато-рыжее. Диск переднеспинки лишён выраженных бугорков; бока переднеспинки имеет закруглённые бугорки.